# Kim Byung-ji
Kim Byung-ji né le 8 avril 1970 à Miryang (Corée du Sud) est un footballeur sud-coréen.